# 340 mm/45 Model 1912
340 mm/45 Model 1912 е разработено и произвеждано във Франция корабно оръдие с калибър 340 mm. Състои на въоръжение във ВМС на Франция. С тези оръдия са въоръжени линкорите от типа „Бретан“. Освен това предполага се поставянето им и на линкорите от тип „Норманди“ и „Лион“. Това оръдие се използва и в железопътната и бреговата артилерии.

## Конструкция
Оръдието има лайниран ствол скрепен с цилиндри.

## 340 mm/45 Model 1912на железопътни установки
В годините на Първата световна война част от оръдията 340 mm/45 Model 1912, предназначени за линкорите от типа „Норманди“, но непотърсени поради спирането на строежа на корабите, са поставени върху железопътни транспортьори, разработени от концерна Cie des Forges et Aciéries de la Marine et d’Homécourt от Сен Шамон и се използват на сухопътния фронт. Общото тегло на установката съставя 166 тона. Тя осигурява вертикално насочване в диапазона от +15° до +42°, хоризонтално – 8°. Стрелбата се извършва от специални глухи коловози. При това платформата има система от крикове, които спускат система от напречни траверси върху железопътните релси, като така намаляват натоварването върху рамата на транспортьора. При изстрела триенето на напречните траверси частично поглъща енергията на отката.